# Megachile ramakrishnae
Megachile ramakrishnae är en biart som beskrevs av Cockerell 1919. Megachile ramakrishnae ingår i släktet tapetserarbin, och familjen buksamlarbin. Inga underarter finns listade i Catalogue of Life.